# Аккуаросса
Аккуаросса (італ. Acquarossa) — громада  в Швейцарії в кантоні Тічино, округ Бленіо.

## Географія
Громада розташована на відстані близько 130 км на південний схід від Берна, 30 км на північ від Беллінцони.
Аккуаросса має площу 61,8 км², з яких на 3,5% дозволяється будівництво (житлове та будівництво доріг), 21,3% використовуються в сільськогосподарських цілях, 56,1% зайнято лісами, 19,1% не є продуктивними (річки, льодовики або гори).

## Демографія
2019 року в громаді мешкало 1813 осіб (-1,5% порівняно з 2010 роком), іноземців було 12,1%. Густота населення становила 29 осіб/км².
За віковим діапазоном населення розподілялося таким чином: 16,7% — особи молодші 20 років, 57% — особи у віці 20—64 років, 26,3% — особи у віці 65 років та старші. Було 840 помешкань (у середньому 2,1 особи в помешканні).
Із загальної кількості 838 працюючих 94 було зайнятих в первинному секторі, 149 — в обробній промисловості, 595 — в галузі послуг.